# Andrij Zahorodniuk
Andrij Pawłowycz Zahorodniuk, ukr. Андрій Павлович Загороднюк (ur. 5 grudnia 1976 w Kijowie) – ukraiński przedsiębiorca, minister obrony (2019–2020).

## Życiorys
W 1998 ukończył studia prawnicze na Kijowskim Uniwersytecie Narodowym im. Tarasa Szewczenki. W latach 2013–2014 kształcił się w Saïd Business School na Uniwersytecie Oksfordzkim. Pracował w różnych przedsiębiorstwach, w tym w koncernie produkującym sprzęt wiertniczy. Był też m.in. dyrektorem zarządzającym przedsiębiorstwa inżynieryjnego działającego w branży wydobywczej. W latach 2015–2017 kierował biurem do spraw reform w resorcie obrony.
W lipcu 2019 powołany na społecznego doradcę prezydenta Wołodymyra Zełenskiego. W sierpniu tegoż roku objął stanowisko ministra obrony w rządzie Ołeksija Honczaruka. Zakończył urzędowanie wraz z całym gabinetem w marcu 2020.